# Time on target
англ. Time on target (англ. stonk, «шквал вогню») — в артилерії, різновид артилерійського вогню підрозділом або підрозділами, коли випущений залп снарядів падає на ціль в одну мить. Розроблений під час Другої світової війни Британськими військовими під час боїв на півночі Африки.
Виявився особливо ефективним проти живої сили та неброньованої техніки, оскільки не дає часу противнику сховатись в укриттях після перших розривів. Натомість, всі снаряди залпу падають на задану ціль й розриваються майже одночасно. Раптовість відкриття вогню та висока щільність розривів снарядів сприяють ефективному виконанню вогневої задачі з придушення живої сили в районах її зосередження.

## Історія
За твердженням генерала А. Л. Пембертона британські військові стали застосовувати цю тактику з травня 1942 року. Якщо до артилерійського удару було залучено багато підрозділів з відмінним часом польоту снарядів, то у вогневому завданні стали вказувати не час залпу, а бажаний час падіння снарядів на ціль.
Саме в Африці американські артилеристи познайомились з цією тактикою й стали застосовувати її для ведення масованого вогню в наступних кампаніях в Італії та Франції.

## MRSI
Подальший розвиток технологій, а саме — поява автоматів заряджання, досилачів снарядів, автоматичні системи наведення тощо, дав можливість виконувати такий удар з однієї артилерійської установки шляхом швидкої зміни куту піднесення ствола та використаного заряду. Має назву англ. Multiple round simultaneous impact (MRSI) — «одночасний удар кількома снарядами».

Приклад різних траєкторій, які використовують у MRSI: в залежності від кута піднесення гармати (вищий — суцільна крива, нижчий — пунктирна) снаряд з однією й тією ж початковою швидкістю (v_{0}) матиме різний час в польоті.

В теорії, якщо одна гармата здатна здійснити вогонь MRSI чотирма снарядами, то її ефективність буде аналогічна залпу з чотирьох різних гармат з одночасним розривом снарядів у цілі (TOT).